# Ibn Muti al-Zawawi
 (novembre 2024).
La mise en forme du texte ne suit pas les recommandations de Wikipédia : il faut le « wikifier ».
Les points d'amélioration suivants sont les cas les plus fréquents. Le détail des points à revoir est peut-être précisé sur la page de discussion.
- Les titres sont pré-formatés par le logiciel. Ils ne sont ni en capitales, ni en gras.
- Le texte ne doit pas être écrit en capitales (les noms de famille non plus), ni en gras, ni en italique, ni en « petit »…
- Le gras n'est utilisé que pour surligner le titre de l'article dans l'introduction, une seule fois.
- L'italique est rarement utilisé : mots en langue étrangère, titres d'œuvres, noms de bateaux, etc.
- Les citations ne sont pas en italique mais en corps de texte normal. Elles sont entourées par des guillemets français : « et ».
- Les listes à puces sont à éviter, des paragraphes rédigés étant largement préférés. Les tableaux sont à réserver à la présentation de données structurées (résultats, etc.).
- Les appels de note de bas de page (petits chiffres en exposant, introduits par l'outil «  Source ») sont à placer entre la fin de phrase et le point final[comme ça].
- Les liens internes (vers d'autres articles de Wikipédia) sont à choisir avec parcimonie. Créez des liens vers des articles approfondissant le sujet. Les termes génériques sans rapport avec le sujet sont à éviter, ainsi que les répétitions de liens vers un même terme.
- Les liens externes sont à placer uniquement dans une section « Liens externes », à la fin de l'article. Ces liens sont à choisir avec parcimonie suivant les règles définies. Si un lien sert de source à l'article, son insertion dans le texte est à faire par les notes de bas de page.
- La présentation des références doit suivre les conventions bibliographiques. Il est recommandé d'utiliser les modèles {{Ouvrage}}, {{Chapitre}}, {{Article}}, {{Lien web}} et/ou {{Bibliographie}}. Le mode d'édition visuel peut mettre en forme automatiquement les références.
- Insérer une infobox (cadre d'informations à droite) n'est pas obligatoire pour parachever la mise en page.

Pour une aide détaillée, merci de consulter Aide:Wikification.
Si vous pensez que ces points ont été résolus, vous pouvez retirer ce bandeau et améliorer la mise en forme d'un autre article.
Ibn Mu'ṭī al-Zawāwī ( ابن معطي الزواوي)  —  Abū 'l-Ḥusayn Yaḥyā ibn 'Abd al-Nur Zayn al-Dīn al-Zawāwī,  ou Abū Zakarīyā' Yaḥyā ibn 'Abd al-Mu'ṭī ibn 'Abdannūr az-Zawāwī ( c. 1168-1169 – 1231 CE (564-628 AH)) ; était un Ḥanafī faqīh (juriste), grammairien, poète, philologue et savant Algérien Kabyle et auteur du premier ouvrage grammatical versifié, l' Alfiyya, de commentaires de traités grammaticaux et d'ouvrages lexicographiques versifiés.  Il a également écrit de nombreux ouvrages sur diverses catégories savantes.  Il était l'un des plus grands grammairiens médiévaux.

## Vie
Ibn Mu'ṭī al-Zawāwī est né à Béjaïa en 1168 dans la tribu Kabyle Zawāwa d'où sa nisba « al-Zawāwī ». Il a grandi durant l'âge d'or scientifique et culturel du Maghreb islamique, une période marquée par l'effervescence intellectuelle et le rayonnement de la région. Béjaïa, alors au sommet de sa prospérité, en était l’un des centres majeurs. Il s’est formé auprès du savant Abu Musa al-Jazuli, sous la guidance duquel il a mémorisé l'œuvre monumentale Al-Ṣiḥāḥ fī al-Lughah (Le Dictionnaire parfait de la langue arabe) d'al-Jawhari.
Il a reçu sa première éducation à Béjaïa. En 1227 (624 AH), il voyagea vers l'Est jusqu'à Damas avec une délégation et fut accueilli par le souverain ayyoubide, Al-Mu'azzam Isa. Par la suite, il consacra de nombreuses années à enseigner la philologie dans les mosquées de Damas. Durant ce temps, il s'efforça de rendre l'apprentissage de la langue, de la littérature et de la grammaire plus accessible et compréhensible.
À la mort d'Al-Mu'azzam Īsā al-Ayyūbī, son fils, al-Naṣr Dā'ūd, fut rapidement écarté du pouvoir par ses deux oncles, al-Kāmil et al-Ashraf. Le nouveau sultan, al-Kāmil, témoigna une grande estime envers Ibn Mu'ti et le convainquit de le rejoindre au Caire. Là-bas, Ibn Mu'ti fut honoré d’un poste prestigieux : il reçut un salaire régulier et fut nommé professeur de grammaire et de littérature à la célèbre mosquée d'Amr ibn al-As, également connue sous le nom d'al-Jamī 'l-Atīk'.
Il a composé un certain nombre d'ouvrages sur la grammaire ainsi qu'un recueil d'oraisons, un diwan de poésie et un traité sur les lectures du Coran. L'ouvrage le plus important qu'il a produit est ad-Durra al-alfiyya qui était une grammaire pédagogique de la langue arabe composée en vers totalisant mille lignes, plusieurs commentaires ont été écrits à son sujet. Cet ouvrage apparaît fréquemment dans la liste des ouvrages étudiés ou mémorisés par les oulémas de la période mamelouke. Son travail a également servi de modèle à un nouveau genre de compositions, car de nombreux érudits ultérieurs se sont essayés à l'écriture d'alfiyyat.
Ibn Mu'ṭī mourut en septembre 1231, ses funérailles furent suivies par le sultan ayyoubide et il fut enterré près du mausolée de l'imam al-Shāfī par le Khandak,.
Ibn Mu'ṭī a étudié le fiqh, le hadith, la jurisprudence et la langue auprès d'éminents savants, chacun célèbre dans son domaine :
- Abū Mūsā al-Jazūlī ( أبو موسى الجزولي ) (1146 - environ 1211)[6]

- Al-Qāsim Ibn Asakir ( القاسم بن عساكر ), décédé en 1204/600 AH[6]

- Taj al-Dīn al-Kindi ( تاج الدين الكندي</link> ) (1126 - 1217)

- Mamelouk al-Kindi décédé en 1258/656 AH

## Élèves
- Ibn al-Hajib, décédé en 1247
- As-Suwaydi
- Ibn al-Anbari

## Travaux
- Al-Durra al-alfiyya fi Ilm al-'arabiyya ( الدرة الألفية في علم العربية</link> ); produit 3. Novembre 1198 après J.-C. (595 AH) [7] le premier traité grammatical en mille versets. De nombreux chercheurs ont écrit des commentaires à ce sujet et ont éd. , KV Zetterstéen a réalisé une édition critique (Leipzig 1900). [8] Muḥammad ibn Aḥmad al-Andalusī Bakri al-Sharīshī (1286/685) a écrit un commentaire intitulé Al-Ta'liqāt al-Wafīyāt[n 1] [7] L' Alfiyya ultérieure d' Ibn Mālik (1204-1274) a éclipsé sa renommée.

- - Sharh li Alfiyya Ibn Mu'ṭī ( شرح لألفية ابن معطي</link> ) par Jamal al-Dīn a. Muḥ. Husayn b Ayāz al-Baghdādī (611/1282 Suyūṭī Bugya 232/3)
- Kitāb al-Fusūl ( الكتاب الفصول</link> ) —'Livre d'aphorismes' ; traité de prose grammaticale comportant de nombreux commentaires.

- Al-Fusūl al-khamsīn ( الفصول الخمسون ) (Leipzig 1899). E. Sjögren chap., 1-2. [9]

- Al-Badī' fī ṣinā'at ash-shi'r (Leipzig, 488, iii)
- Al-'uqud wa'l-qawanīn fī al-naḥw ( العقود والقوانين في النحو</link> ); « Contrats et lois de la grammaire »

- Kitāb ḥawāšin 'alā 'uṣul Ibn al-Sarrāj fī al-naḥw ( كتاب حواشٍ على أصول ابن السراج في النحو</link> ); 'Commentaire sur les origines d'Ibn al-Sarrāj sur la grammaire'.

- Kitāb šarḥ al-jumal fī al-naḥw ( كتاب شرح الجمل في النحو</link> ); Analyse syntaxique des phrases

- Kitāb šarḥ 'abyāt Sībawayh naẓm ( كتاب شرح أبيات سيبويه نظم</link> ); Analyse des systèmes de vers de Sībawayh

- Kitāb dīwān khaṭib ( كتاب ديوان خطب</link> ); Diwan des sermons

- Qaṣida fī al-qara'a al-sabah ( قصيدة في القراءات السبع</link> ) « Poème sur les sept lectures

- Naẓm Kitāb al-ṣiḥāḥ li'l-Jauharī fī al-lughah ( نظم كتاب الصحاح للجوهرى في اللغة</link> ); « Édité par Al-Jauharī ’s Al-Ṣiḥāḥ, (dictionnaire) sur l’essence du langage » (incomplet).

- Naẓm Kitāb al-Jamharah li Ibn Duraid fī al-lughah ( نظم كتاب الجمهرة لابن دريد في اللغة ); Méthode de Jamhara fi 'l-Lughat d'Ibn Duraid sur la science du langage (non terminée) [n 2]

- Naẓm Kitāban fī al-'arud ( نظم كتاباً في العَرُوض</link> ); Systèmes de 'arūḍ ( mètres poétiques ).

- Kitāb al-muthlath ( كتاب المثلث</link> ); « Le Livre du Triangle »

## Remarques
1. 1 2 3  Ibn Khallikan 1868, p. 84.
2. 1 2  Bernards 2020.
3. ↑  Dhahabī (al-) 1985, p. 201.
4. 1 2  Suyūṭī (al-) 1965, p. 344.
5. ↑  Troupeau 1986, p. 893.
6. 1 2  Dhahabī (al-) 1985, p. 202.
7. 1 2  Ḥājjī Khalīfa 1835, p. 415.
8. ↑  Zawāwī (al-) 1900.
9. ↑  Brockelmann 1937, p. 531.

1. ↑  Latinized spelling Mohammed Ben Ahmed Andalusi Bekri Shérishi 685 (d. 27 Feb. 1286) “El-ta'licát El-Wefíyat”.
2. ↑  Among the many memorized books in his archive was Al-Ṣaḥīḥ by al-Jawharī.

### Sources primaires
- (ar) Muḥammad ibn Aḥmad Dhahabī (al-), al-'Ibar, vol. iii, Beirut, Dār al-Kutub al-ʻIlmīyah, 1985, 201–2 p. (lire en ligne)
- (la) Muṣṭafa ibn 'Abd Allāh Ḥājjī Khalīfa, Lexicon Bibliographicum et Encyclopaedicum (Kaşf az-Zunūn), vol. i, Leipzig, Richard Bentley, coll. « The Oriental Translation Fund of Great Britain and Ireland », 1835 (lire en ligne), p. 415
- Ṣihāb ad-Dīn Abū 'Al. M. b. a. 'l-'Abbās A. b. Khalīl (al-), Al-Maḥṣūl fī sharḥ al-fuṣūl (المحصول في شرح الفصول)
- Aḥmad ibn Muḥammad Ibn Khallikan, Wafayāt al-A'yān wa-Anbā' Abnā' al-Zamān (The Obituaries of Eminent Men), vol. IV, Paris, Oriental Translation Fund of Great Britain and Ireland, 1868 (lire en ligne)
- (ar) Jalāl al-Dīn ‘Abd al-Raḥmān Suyūṭī (al-), Bughyat al-Wuʻāh fī Ṭabaqāt al-Lughawīyīn wa-al-Nuḥāh, vol. 2 (§2146), al-Qāhirah, Ṭubiʻa bi-mạṭbaʻat ʻĪsa al-Bābī al-Halabī, 1965 (lire en ligne), p. 344

### Sources secondaires
- Monique Bernards, « Ibn Muʿṭī al- Zawāwī », dans Kate Fleet, Gudrun Krämer, Denis Matringe et al., The Encyclopedia of Islam, E. J. Brill, 2020 (lire en ligne)
- Gérard Troupeau, « Ibn Mu'ti », dans P. Bearman, Th. Bianquis, C.E. Bosworth et al., The Encyclopedia of Islam, vol. III, E. J. Brill, 1986 (lire en ligne)
- (de) Carl Brockelmann, Geschichte der Arabischen Litteratur Supplementband, vol. I, Leiden, E.J. Brill, 1937, 530–1 p. (lire en ligne)